# Indicatif régional 936

Carte de l'État du Texas avec les territoires de ses indicatifs régionaux. L'indicatif régional 936 est en blanc.

L'indicatif régional 936 est l'un des multiples indicatifs téléphoniques régionaux de l'État du Texas aux États-Unis.
Cet indicatif dessert la région de Nacogdoches-Huntsville.
La carte ci-contre indique en blanc le territoire couvert par l'indicatif 936.
L'indicatif régional 936 fait partie du plan de numérotation nord-américain.

## Comtés desservis par l'indicatif
Angelina, Brazos, Cherokee, Grimes, Hardin, Harris, Houston, Leon, Liberty, Madison, Montgomery, Nacogdoches, Polk, San Augustine, San Jacinto, Shelby, Trinity, Tyler, Walker, Waller et Washington

## Villes desservies par l'indicatif
Ace, Alto, Ames, Anderson, Apple Springs, Batson, Bedias, Broaddus, Center, Chester, Chireno, Coldspring, Conroe, Corrigan, Crockett, Cushing, Cut and Shoot, Daisetta, Dayton, Dayton Lakes, Devers, Diboll, Dobbin, Dodge, Douglass, Etoile, Flynn, Garrison, Goodrich, Grapeland, Groveton, Hardin, Hockley, Hull, Huntington, Huntsville, Iola, Joaquin, Kenefick, Kennard, Latexo, Leggett, Liberty, Livingston, Lovelady, Lufkin, Madisonville, Martinsville, Montgomery, Moscow, Nacogdoches, Navasota, New Waverly, Normangee, North Zulch, Oakhurst, Onalaska, Panorama Village, Pennington, Plantersville, Point Blank, Pollok, Prairie View, Ratcliff, Raywood, Reklaw, Richards, Riverside, Sacul, San Augustine, Saratoga, Shelbyville, Shepherd, Shiro, Tenaha, Timpson, Trinity, Votaw, Waller, Washington, Wells, Willis, Woden et Zavalla